# Liste der Baudenkmale in Zemitz
In der Liste der Baudenkmale in Zemitz sind alle denkmalgeschützten Bauten der Gemeinde Zemitz (Mecklenburg-Vorpommern) und ihrer Ortsteile aufgelistet. Grundlage ist die Veröffentlichung der Denkmalliste des Landkreises Ostvorpommern mit dem Stand vom 30. Dezember 1996. 

## Baudenkmale nach Ortsteilen

### Zemitz
| ID | Lage    | Bezeichnung | Beschreibung | Bild           |
| -- | ------- | ----------- | --- | -------------- |
|    | (Karte) | Kirche      | Die Kirche wurde im 18. Jahrhundert als Kapelle errichtet. 1913 erfolgte der Umbau zu einer Saalkirche mit Westturm. | Weitere Bilder |

### Seckeritz
| ID | Lage          | Bezeichnung | Beschreibung | Bild |
| -- | ------------- | ----------- | ------------ | ---- |
|    | Hof 1 (Karte) | Scheune     |              |      |

### Wehrland
| ID | Lage    | Bezeichnung                                                          | Beschreibung | Bild           |
| -- | ------- | -------------------------------------------------------------------- | --- | -------------- |
|    | (Karte) | Gutshaus mit zwei Wohnstallhäusern und kleinem Fachwerk-Nebengebäude | Gutsanlage der Familien von Lepel (1430–1823), Moritz Voss und August von Quistorp (ab 1867); klassizistisches, 2-geschossiges, 9-achsiges, geputztes Gutshaus von 1838 mit Mittelrisalit. | Weitere Bilder |
|    | (Karte) | Kirche mit Friedhofsmauer und -Portal                                | gotische Feldsteinkirche mit Chor von um 1285 und späterem Kirchenschiffanbau; Giebeldreiecke aus Backstein mit fünf Blenden, Balkendecke mit Ornamenten.                                  | Weitere Bilder |

### Bauer
| ID | Lage            | Bezeichnung                                      | Beschreibung | Bild |
| -- | --------------- | ------------------------------------------------ | ------------ | ---- |
|    | Altbauer (?) 19 | Kate und Stall                                   |              |      |
|    |                 | Gutsanlage Sandhof mit Speicher und zwei Ställen |              |      |

## Quelle
- Bericht über die Erstellung der Denkmallisten sowie über die Verwaltungspraxis bei der Benachrichtigung der Eigentümer und Gemeinden sowie über die Handhabung von Änderungswünschen (Stand: Juni 1997; PDF, 934 kB)

- Karte mit allen Koordinaten:
- OSM |
- WikiMap